# Roland H. Wiegenstein
Roland H. Wiegenstein (* 15. Juni 1926 in Bochum) ist ein deutscher freier Publizist und Hörspielregisseur.

## Karriere
Bis 1991 war Wiegenstein Redakteur und Kulturkorrespondent einer westdeutschen Rundfunkanstalt in Berlin. Seitdem ist er Kritiker und Kommentator für Zeitungen, Zeitschriften und Rundfunkanstalten. Wiegenstein ist an Heiko Postmas Seite Moderator der Hörfunkreihe »Das Literarische Rätsel« im Norddeutschen Rundfunk, Ostdeutschen Rundfunk Brandenburg und Westdeutschen Rundfunk. Darüber hinaus führte er bei mehreren Hörspielen Regie, ebenso wie bei wenigen Fernsehfilmen. In mindestens zwei Spielfilmen trat er auch als Darsteller auf.
Wiegenstein lebt in Berlin.

## Filmografie
Regie:
- 1966: Auf der Lesebühne der Literarischen Illustrierten (Fernsehserie); Folge: Bert Brecht vor dem McCarthy-Ausschuß

Darsteller:
- 1973: Die Sachverständigen – Drehbuch, Produktion und Regie: Norbert Kückelmann
- 1979: Die letzten Jahre der Kindheit – Drehbuch, Produktion und Regie: Norbert Kückelmann

## Hörspiele
Regie:
- 1956: Francis Stuart: Denn ich habe ihm vergeben (Hörbild, Hörspielbearbeitung, Kurzhörspiel – WDR)
- 1956: Heinz Flügel: Tödliche Einsamkeit. Die Tragödie des Königs Saul (Kurzhörspiel – WDR)
- 1956: Jan Dobraczyński: Die Herberge. Funkerzählung (Hörspielbearbeitung, Kurzhörspiel – WDR)
- 1957: Francis Stuart: Das Lächeln – Bearbeitung (Wort): Heinrich Böll (Hörspielbearbeitung, Kurzhörspiel – WDR)
- 1957: Bruce Marshall: St. Walburgas Schwester (Hörspielbearbeitung, Kurzhörspiel – WDR)
- 1957: François Mauriac: Das Lamm (Hörspielbearbeitung, Hörbild – WDR)
- 1957: Ulrich Kühn: Blut will leben. Funkerzählung (Hörspiel – WDR)
- 1957: Ruth Hoffmann: Die Blinde. Funkerzählung (Hörspielbearbeitung, Kurzhörspiel – WDR)
- 1959: Dorothea Grunenberg: Die Putzfrau (Hörspiel – WDR)
- 1960: Yvonne Chauffin: Die Reise des Tobias (Hörspielbearbeitung – WDR)
- 1960: Heinrich Böll: Klopfzeichen oder – Signale einer anderen Welt (Original-Hörspiel – WDR/NDR)
- 1962: Altes Testament: Das Buch Hiob (auch Bearbeitung (Musik)) (Original-Hörspiel – SWF)
- 1962: Georgij Raiewsky: Das Staatsverbrechen (Hörspiel – WDR)
- 1962: Konrad Hansen: Noah bricht auf (Original-Hörspiel, Mundarthörspiel: Niederdeutsch – RB)
- 1963: Peter Weiss: Das Gespräch der drei Gehenden (Hörspiel – WDR)
- 1964: Bertolt Brecht: Flüchtlingsgespräche (Hörspielbearbeitung – SFB)
- 1964: François Mauriac: Fleisch und Blut (Hörspielbearbeitung – WDR)
- 1964: Elio Vittorini: Im Schatten des Elefanten (Hörspielbearbeitung – WDR)

Sonstiges:
- 1965: Roland H. Wiegenstein: Diskussion über das Hörspiel Die Wiederkehr des Ovid von Milos Rejnus – Regie: Nicht angegeben (WDR)